# أمريكا المفتوحة 2007 (كرة مضرب)
قائمة بالأبطال في بطولة 2007 أمريكا المفتوحة:

## الكبار

### فردي رجال
روجيه فيدرير هزم  نوفاك ديكوفيتش, 7-6 (4), 7-6 (2), 6-4

نوفاك دوكوفيتش وصل إلى أول نهائي بطولة كبرى له.

### فردي سيدات
جوستين إنين هزم  سفيتلانا كوزنيتسوفا, 6-1, 6-3

### زوجي رجال
سيمون أسبيلاين و جوليان نول هزم  لوكاس دالوهي و بافل فايزنر, 7-5, 6-4

سيمون أسبيلاين وجوليان نول فازا بأول لقب بطولة كبرى لهما، بعد أن هزموا المصنفين بوب ومايك براين.

### زوجي سيدات
ناتالي ديتشي و دينارا سافينا هزم  تشان يونغجان و شوانغ شايا جونغ, 6-4, 6-2

ناتالي ديتشي ودينارا سافينا لعبتا في نهاية السنة في بطولة الزوجي، مهما يكن، ناتالي كانت الفائزة بينما سافينا خسرت النهائي.

### زوجي مختلط
فيكتوريا أزارنيكا و ماكس ميرناي هزم  ميغان شاوغنيسي و ليندر بايس, 6-4, 7-6 (6)

## الشباب

### فردي أولاد
ريكاردز بيرانكيس هزم  جيرزي يانويسز, 6-3, 6-4

### فردي بنات
كريستينا كوشوفا هزم  أورسزولا رادوانسكا, 6-3, 1-6, 7-6 (4)

### زوجي أولاد
جوناثان أيسريك و جيروم إينزيرايلو هزم  غريغور ديميتروف و فيسيك بوسبايسيل, 6-2, 6-4

### زوجي بنات
كسينيا مايلفيسكايا و أورسزولا رادوانسكا هزم  أوسكانا كلاشنيكوفا و كسينيا لايكاينا, 6-1, 6-2

## وصلات خارجية
- الموقع الرسمي[وصلة مكسورة]